# 瓦爾丹格爾山脈
40°24′45″N 0°12′5″E / 40.41250°N 0.20139°E

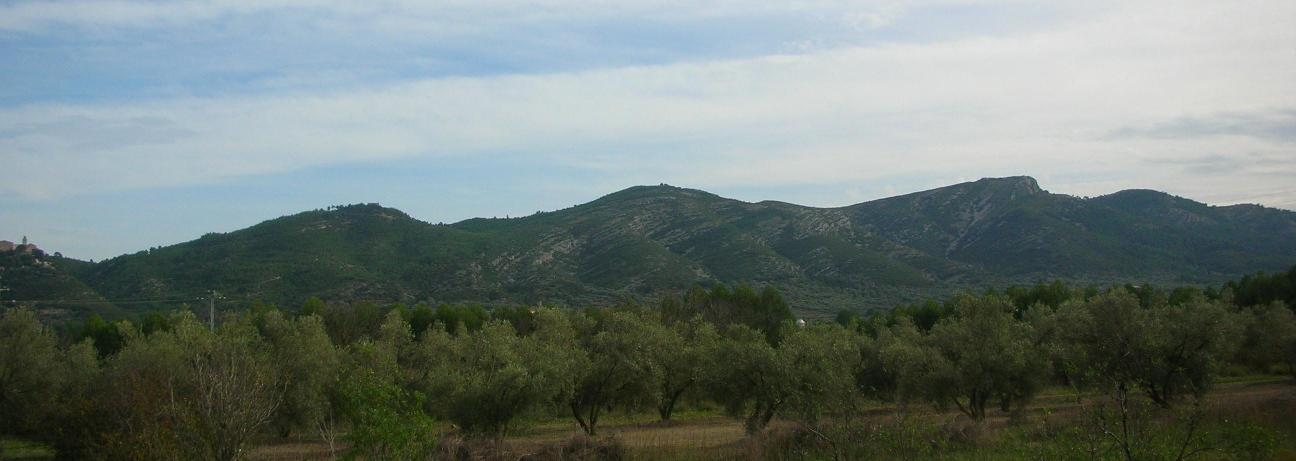

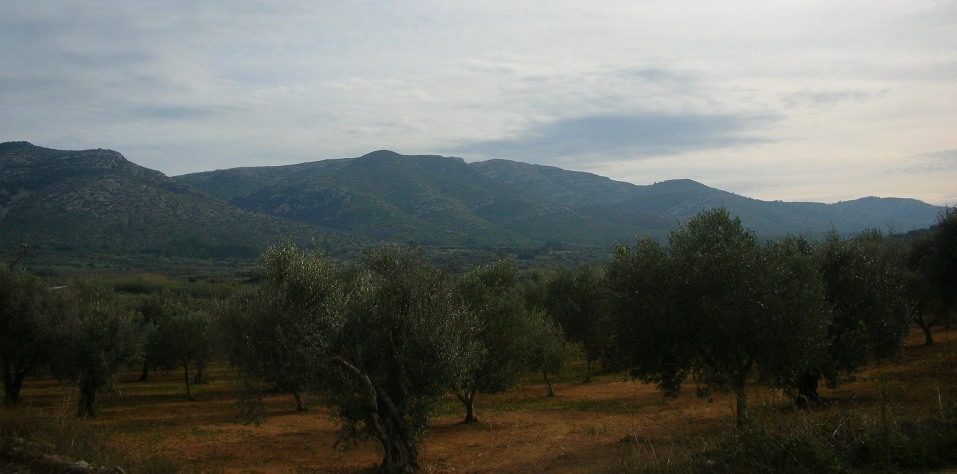

瓦爾丹格爾山脈（Serra de la Vall d'àngel），是西班牙的山脈，位於卡斯迪隆省，屬於伊比利亞山脈的一部分，長23.1公里，最高點海拔高度715米，山體由石灰岩組成。